# 不幸
| ウィキペディアには「不幸」という見出しの百科事典記事はありません（タイトルに「不幸」を含むページの一覧/「不幸」で始まるページの一覧）。 代わりにウィクショナリーのページ「不幸」が役に立つかもしれません。 |